# 1927 chez Disney
L'année 1927 est marquée par la fin de la série Alice Comedies et du début de celle d'Oswald le lapin chanceux.

## Événements

### Janvier
- 10 janvier 1927, Sortie de l'Alice Comedy Alice the Golf Bug[1]
- 24 janvier 1927, Sortie de l'Alice Comedy Alice Foils the Pirates[1]

### Février
- 7 février 1927, Sortie de l'Alice Comedy Alice at the Carnival[2]
- 21 février 1927, Sortie de l'Alice Comedy Alice at the Rodeo[1]

### Mars
- 7 mars 1927, Sortie de l'Alice Comedy Alice the Collegiate[3]
- 15 mars 1927, Naissance de Jack Lindquist à Chicago, premier directeur publicitaire de Disneyland[4],[5]
- 21 mars 1927, Sortie de l'Alice Comedy Alice in the Alps[3]

### Avril
- 4 avril 1927, Sortie de l'Alice Comedy Alice's Auto Race[3]

### Mai
- 2 mai 1927, Sortie de l'Alice Comedy Alice's Knaughty Knight[3]
- 16 mai 1927, Sortie de l'Alice Comedy Alice's Three Bad Eggs[6]
- 30 mai 1927, Sortie de l'Alice Comedy Alice's Picnic[6]

### Juin
- 13 juin 1927, Sortie de l'Alice Comedy Alice's Channel Swim[7]
- 27 juin 1927, Sortie de l'Alice Comedy Alice in the Klondike[7]

### Juillet
- 11 juillet 1927, Sortie de l'Alice Comedy Alice's Medicine Show[7]
- 25 juillet 1927, Sortie de l'Alice Comedy Alice the Whaler[7]

### Août
- 8 août 1927, Sortie de l'Alice Comedy Alice the Beach Nut[8]
- 22 août 1927, Sortie de l'Alice Comedy Alice in the Big League[8]

### Septembre
- 5 septembre 1927, Sortie du premier Oswald le lapin chanceux Trolley Troubles[8]
- 19 septembre 1927, Sortie du Oswald Oh Teacher[9]

### Octobre
- 3 octobre 1927, Sortie du Oswald The Mechanical Cow[9]
- 17 octobre 1927, Sortie du Oswald Great Guns[9]
- 31 octobre 1927, Sortie du Oswald All Wet[9]

### Novembre
- 14 novembre 1927, Sortie du Oswald The Ocean Hop[10]

### Décembre
- 26 décembre 1927, Sortie du Oswald Rickety Gin[10]